# Borys Godunow
Borys Fiodorowicz Godunow (Борис Федорович Годунов; ur. ok. 1551, zm. 13 kwietnia?/23 kwietnia 1605 w Moskwie) – car Rosji w latach 1598–1605.

## Życiorys
Borys Godunow był doradcą Iwana IV Groźnego w ostatnich latach jego panowania. Po bezpotomnej śmierci Fiodora I (panującego po swym ojcu Iwanie IV)  Sobór Ziemski w Moskwie obrał księcia Borysa Godunowa carem Rosji. Dbał on o rozwój gospodarczy i kulturalny kraju. Postępowała kolonizacja terytoriów północnej Azji na wschód od Uralu, gdzie koloniści rosyjscy założyli szereg miast, m.in. Tomsk w roku 1604 nad rzeką Tom, dopływem rzeki Ob. Jednak w latach 1601–1603 wielka susza w Rosji spowodowała głód w wielu rejonach kraju, niepokoje i wędrówki zbiegłych i bezdomnych chłopów, którzy porzucili swe miejsca zamieszkania. Niepokoje wzmagały też pogłoski o tym, że Dymitr, młodszy syn Iwana Groźnego, żyje i należy mu się dziedzictwo.
Pierwszy Dymitr Samozwaniec ujawnił się w 1603 roku. Był to prawdopodobnie mnich zbiegły z Monasteru Czudowskiego na Litwę, Grigorij Otriepiew, wychowany na dworze księcia Adama Wiśniowieckiego na Polesiu. Stamtąd, wraz ze zbrojnym oddziałem złożonym z 2500 żołnierzy, do których przyłączyło się następnie 2000 kozaków dońskich, ruszył na Moskwę. Po kilku potyczkach z wojskami cara opanował stolicę Rosji w czerwcu 1605 roku, co ułatwiła śmierć Borysa Godunowa dwa miesiące wcześniej. Śmierć Godunowa otworzyła okres tzw. smuty ('zamętu') czyli anarchii i zamieszek, trwający do 1613 roku.
W oparciu o motywy zaczerpnięte z życia Borysa Godunowa powstały opery, skomponowane m.in. przez Johanna Matthesona (Boris Goudenow, Hamburg, 1710) i Modesta Musorgskiego (Borys Godunow, 1868–1872).